# Bernd Diepenhorst
Bernd Diepenhorst (* 22. Juni 1949 in Kiel) ist ein Generalmajor außer Dienst des Heeres der Bundeswehr. Zuletzt war er bis 2009 Befehlshaber im Wehrbereich II in Mainz.

## Leben

### Kindheit
Diepenhorst wurde 1949 als Sohn des Vermessungsingenieurs Fritz und seiner Frau Ingeline geboren. Von 1955 bis 1959 besuchte er die Grundschulen Goetheschule und Hardenbergschule in Kiel und anschließend bis 1967 das Gymnasium Hebbelschule in Kiel. Günther Brassel, späterer Admiralarzt, erlangte im selben Jahr an der Schule die allgemeine Hochschulreife.

### Ausbildung und erste Verwendungen
Diepenhorst trat nach dem Abitur 1967 beim Panzerartilleriebataillon 185 in Boostedt in die Bundeswehr ein und absolvierte von 1968 bis 1970 als Offizieranwärter die Offizierausbildung zum Offizier des Truppendienstes der Artillerietruppe an der Artillerieschule in Idar-Oberstein und an der Offizierschule des Heeres in Hannover und Hamburg. 1970 wurde er zum Leutnant befördert und war Batterieoffizier und Beobachtungs-Offizier bei der 2. Battierie/Panzerartilleriebataillon 165 in Schleswig und Wentorf bei Hamburg. 1972 erfolgte die Ernennung zum Oberleutnant und 1973 die Versetzung zum Wehrbereichskommando IV in Mainz als hauptamtlicher Jugendoffizier. Es folgte 1975 die Ernennung zum Hauptmann und eine Verwendung als Batteriechef der 4. Batterie/Panzerartilleriebataillon 165 in Wentorf bei Hamburg. 1978 wurde er Studentenfachbereichsgruppenleiter (Wirtschafts- und Organisationswissenschaften) an der Universität der Bundeswehr München in Neubiberg bei München.

### Dienst als Stabsoffizier
Von 1979 bis 1981 absolvierte Diepenhorst den 22. Generalstabslehrgang Heer an der Führungsakademie der Bundeswehr in Hamburg, wo er zum Offizier im Generalstabsdienst ausgebildet wurde. Anschließend war er als G2 (Militärisches Nachrichtenwesen) und ab 1983 als G4 (Logistik) der 6. Panzergrenadierdivision in Neumünster eingesetzt. 1983 wurde er zum Major befördert sowie G3 (Operation, Ausbildung, Organisation) der Panzerbrigade 18, ebenfalls in Neumünster. Es folgte 1985 die Teilnahme an der dänischen Generalstabsausbildung an der dänischen Verteidigungsakademie Forsvarsakademiet in Kopenhagen. 1986 wurde er zum Oberstleutnant befördert und begann eine Verwendung als Stabsoffizier beim Stabsabteilungsleiter I im Führungsstab der Streitkräfte im Bundesministerium der Verteidigung in Bonn. 1988 wurde Diepenhorst Bataillonskommandeur des Raketenartilleriebataillons 150 in Wesel. Das Korpsartillerie-Bataillon in der Schill-Kaserne war zu dieser Zeit mit der Kurzstreckenrakete MGM-52 Lance ausgerüstet und hatte den Auftrag, Kernwaffen im Rahmen der nuklearen Teilhabe einzusetzen. 1990 wechselte Diepenhorst zurück zur 6. Panzergrenadierdivision in Neumünster, diesmal als G1 (Personal, Innere Führung, Presse- und Öffentlichkeitsarbeit). 1992 wurde er Chef des Stabes dieser Division und 1993 zum Oberst befördert. 1994 absolvierte Diepenhorst den 84. Kurs am NATO Defense College in Rom und wurde 1995 Leiter des Informationsstabes und war von 1995 bis 1996 stellvertretender Leiter Presse- und Informationsstab des Bundesministeriums der Verteidigung und Referatsleiter Grundsatzangelegenheiten.

### Dienst als General
Von 1996 bis 2000 war Diepenhorst Brigadekommandeur der Panzerbrigade 34 in Diez. Am 1. April 1999 wurde er zum Brigadegeneral befördert. Anschließend war er Chef des Stabes des II. (Deutsch-Amerikanischen) Korps in Ulm. Am 27. Februar 2004 wurde er Befehlshaber im Wehrbereich II in Mainz, bevor er mit Ablauf des Dezember 2008 in den Ruhestand versetzt wurde. Sein Nachfolger wurde Gerhard Stelz.

### Einsätze
- Dezember 1999 bis Juni 2000: Chef des Stabes des Hauptquartiers SFOR in Sarajevo (Bosnien und Herzegowina)
- August 2003 bis Februar 2004: Chef de Cabinet des Hauptquartiers KFOR in Pristina (Kosovo)

## Privates
Diepenhorst ist seit 1973 verheiratet mit seiner Frau Christiane, hat vier Kinder (Eckart, Heiner, Anne, Karla) und mindestens zwei Enkelkinder sowie eine 1946 geborene Schwester. Er ist Mitglied der Rotary International.